# Ray Sharkey
Raymond „Ray“ Sharkey (* 14. November 1952 in Brooklyn, New York, USA; † 11. Juni 1993 ebenda) war ein US-amerikanischer Filmschauspieler.

## Leben

### Filmkarriere
Ray Sharkey, dessen Vater die Familie verließ, als der Junge fünf Jahre alt war, wurde von seiner Mutter in einem bescheidenen Industrieviertel in New York City aufgezogen.
Sharkey wusste bereits mit 17 Jahren, nachdem er 1969 das Musical Hair am Broadway gesehen hatte, dass er Schauspieler werden wollte, und nahm in den H. B. Studios Schauspielunterricht. Sein Filmdebüt erfolgte fünf Jahre später, als er 1974 in der Filmkomödie The Lord’s of Flatbush an der Seite von Sylvester Stallone vor der Kamera stand. Den Höhepunkt seiner schauspielerischen Karriere erreichte Sharkey 1980, als er von Regisseur Taylor Hackford für den Musikfilm The Idolmaker als Hauptdarsteller verpflichtet und 1981 mit einem Golden Globe Award ausgezeichnet wurde. Eine weitere Globe-Nominierung wurde ihm nur ein Jahr später, 1982, für das Filmdrama The Ordeal of Bill Carney zuteil. Wenngleich er noch bis kurz vor seinem Tod vor der Kamera stand, war er überwiegend als Nebendarsteller in B-Movies oder als Gastdarsteller in Fernsehserien präsent.

### Privates
Privat führte Sharkey ein Schattendasein, da er früh mit Drogen in Berührung kam und auch bald kokain- und heroinabhängig wurde. Viermal war er in berauschtem Zustand in Verkehrsunfälle verwickelt, zwei davon hatte er selbst verschuldet. Im Juli 1992 wurde er, während Dreharbeiten zu einem Werbespot in Vancouver, wegen Drogenbesitz verhaftet. Sharkey kam gegen Bezahlung einer Kaution frei. Von seiner Sucht wussten nur wenige Menschen. Auch den Umstand, dass er sich durch die Verwendung verunreinigter Spritzen mit dem HI-Virus infiziert hatte, verschwieg Sharkey erfolgreich. 1987 erhielt er seine Aids-Diagnose.
Nach einer kurzen Liaison mit der italienischen Schauspielerin Ornella Muti Anfang der 1980er Jahre heiratete er 1981 zum ersten Mal. Seine Ehefrau ließ sich 1986 wegen Sharkeys anhaltender Drogensucht scheiden. Mit seiner zweiten Frau, mit der er von 1988 bis 1992 verheiratet war, bekam er trotz seiner Aidserkrankung im März 1989 eine Tochter.
1992 wurde Sharkeys Krankheit publik, als seine damalige Freundin den Schauspieler auf 52 Millionen US-Dollar Schmerzensgeld verklagte, da er sie bei ungeschütztem Geschlechtsverkehr mit Aids infiziert hatte. Obwohl sie den Prozess gewann, wurde ihr der Geldbetrag nie ausgezahlt, da Sharkey wegen seiner kostspieligen Drogensucht inzwischen nahezu mittellos war.
Sharkey starb ein Jahr später im Alter von 40 Jahren an den Folgen seiner Krankheit.

## Filmografie (Auswahl)
- 1978: Dreckige Hunde (Who’ll Stop The Rain)
- 1986: Wise Guys – Zwei Superpflaumen in der Unterwelt (Wise Guys)
- 1992: Bandenkrieg (In the Line of Duty: Street War)
- 1993: Ein Cop und ein Halber

## Auszeichnungen
- 1981: Golden Globe Award/Bester Hauptdarsteller – Komödie oder Musical, für: The Idolmaker
- 1982: Nominiert für den Golden Globe Award/Bester Hauptdarsteller – Komödie oder Musical, für: The Ordeal of Bill Carney